# Франкель, Фабьен
Фабьен Франкель (англ. Fabien Frankel; родился 6 апреля 1994, Лондон, Великобритания) — британский актёр, известный главным образом благодаря роли Кристона Коля в фэнтезийном сериале «Дом Дракона» от HBO.

## Биография
Фабьен Франкель родился в 1994 году в Западном Лондоне в семье британского актера Марка Франкеля и Каролины Бессон. По отцу он происходит от еврейских эмигрантов из Ирака и России. Фабьен потерял отца, погибшего в автокатастрофе, в возрасте двух лет.
Франкель прошел годичный подготовительный курс в Королевской академии драматического искусства, после чего начал сниматься в кино и на телевидении. Он сыграл, в частности, в фильме «Рождество на двоих» (2019), в сериале «Змей» (2021). В апреле 2021 года стало известно, что Франкель получил одну из ключевых ролей в фэнтезийном сериале «Дом Дракона» — роль Кристона Коля. В 2022 году он снялся в независимом фильме «Венеция на рассвете», в 2025 году на экраны выйдет мини-сериал «Задание», где Франкель играет одну из главных ролей.

## Фильмография
| Год  |   | Русское название    | Оригинальное название | Роль             |
| ---- | - | ------------------- | --------------------- | ---------------- |
| 2019 | ф | Рождество на двоих  | Last Christmas        | Фабьен           |
| 2019 | с | Полиция Нью-Йорка   | NYPD Blue             | Тео Сипович      |
| 2021 | с | Змей                | The Serpent           | Доминик Ренелло  |
| 2021 | с | Неискренний портрет | An Uncandid Portrait  | Гаспар Шевроле   |
| 2022 | с | Дом Дракона         | House of the Dragon   | сир Кристон Коль |
| 2019 | ф | Венеция на рассвете | Venice at Dawn        | Диксон           |
| 2025 | с | Задание             | Task                  | Энтони           |